# Саркокул
Саркоку́л (тадж. Саркокӯл) — село у складі Хатлонської області Таджикистану. Входить до складу Чубецького джамоату району імені Мір Саїда Алії Хамадоні.
Назва означає коса з голови. Колишні назви — Сарикокуль-Боло та Сарикокуль-Пойон.
Населення — 226 осіб (2010; 339 в 2009).